# James Edward Walsh
James Edward Walsh (Cumberland, 30 aprile 1891 – Ossining, 29 luglio 1981) è stato un vescovo cattolico e missionario statunitense.

## Biografia
James Edward Walsh nacque a Cumberland, Maryland, il 30 aprile 1891 ed era il secondo dei nove figli di William E. Walsh e Mary (nata Concannon).

### Formazione e ministero sacerdotale
Sviluppò presto un grande umorismo e una buona capacità di scrittura. Suo padre lo mandò a studiare con il fratello alla locale scuola parrocchiale. All'età di 19 anni si diplomò al Mount Saint Mary's College. Lavorò per due anni come cronometrista in un'acciaieria. In seguito definì quegli anni come "un mondo che era come una sorta di paese delle fate e arrivò qualcosa di simile alla vera luce. Alla fine, scoprii che quando mi arresi al pensiero del sacerdozio una specie di santa gioia riempì l'anima". Sia sua madre che suo padre furono felicissimi della sua decisione di diventare prete missionario. Decise di entrare nella Società per le missioni estere degli Stati Uniti d'America, un nuovo ordine missionario. Il giovane James entrò nella prima classe del seminario di Maryknoll nel 1912 e lo stesso anno emise la professione solenne.
Il 7 dicembre 1915 fu ordinato presbitero. Tre anni dopo venne assegnato alla missione in Cina. Quel primo straordinario gruppo di missionari era composto anche dai sacerdoti Thomas Frederick Price, superiore, Francis Xavier Ford e Bernard Meyer. Partirono per Kwong Tung l'8 settembre 1918 e qualche mese dopo giunsero nella colonia britannica di Hong Kong. Mentre erano lì rimasero per un breve periodo con i padri della Società per le missioni estere di Parigi a Battery Path. Un anno dopo, dopo la morte di padre Price, divenne il superiore della missione cinese del suo ordine.
Il 12 marzo 1924 papa Pio XI lo nominò prefetto apostolico di Jiangmen.

### Ministero episcopale
Il 1º febbraio 1927 papa Pio XI elevò la prefettura apostolica a vicariato apostolico e lo nominò vescovo titolare di Sata. Ricevette l'ordinazione episcopale il 22 maggio successivo nell'isola di Sancian, luogo della morte di San Francesco Saverio, dal vicario apostolico di Canton Antoine-Pierre-Jean Fourquet, co-consacranti il vescovo di Macao José da Costa Nunes e il vicario apostolico di Hong Kong Enrico Pascal Valtorta. In quell'occasione disse: "Il compito di un missionario è andare in un posto dove non è ricercato, ma necessario, e di rimanere fino a quando non è necessario, ma voluto". Parlando del suo nuovo ruolo di vescovo, disse ai suoi missionari: "Io sono il minimo tra voi. Guardatemi come vostro servo. Sono stato nominato vescovo principalmente per aiutarvi. Se il mio aiuto assumesse la forma della direzione, spero che capirete che sono destinato ad aiutare lo stesso. Ma penso che ci capiamo, noi siamo una famiglia felice."
Nel 1936 ritornò a New York, in seguito alla morte del vescovo James Anthony Walsh, superiore del suo ordine. Nell'aprile di quell'anno fu eletto come secondo superiore generale del suo ordine e nel luglio successivo papa Pio XI accettò la sua rinuncia al governo pastorale del vicariato. Durante i suoi dieci anni di mandato, supervisionò i primi sforzi missionari in America Latina e in Africa. Su richiesta della Santa Sede, nel 1948, tornò in Cina come capo dell'Ufficio centrale cattolico di Shanghai per coordinare gli sforzi missionari della Chiesa in tutto il paese.
Quando nel 1949 i comunisti presero il potere, tutti i chierici stranieri ricevettero molestie e pressione perché se ne andassero. Il governo ordinò la chiusura dell'ufficio del vescovo Walsh nel 1951. Quando i superiori del suo ordine espressero preoccupazione per la sua sicurezza, monsignor Walsh rispose con il suo temperamento irlandese: "Sopportare un piccolo inconveniente alla mia età non è nulla. Sono stanco di essere spinto in giro a causa della mia religione". Il 18 ottobre 1959 venne arrestato e condannato a 20 anni di carcere.
Durante gli anni di prigionia, non ricevette notizie e venne visitato da un solo visitatore non cinese. Suo fratello, il defunto William C. Walsh, già procuratore generale dello Stato del Maryland, ebbe il permesso di fargli visita nel 1960. Senza preavviso, venne liberato dall'ospedale della prigione di Shanghai dopo aver scontato quasi 12 anni della sua condanna in isolamento. Vestito con pantaloni kaki sgualciti e con una camicia a scacchi sbiadita, attraversò il ponte Lo Wu di Hong Kong il 10 luglio 1970. Divenne l'ultimo missionario occidentale a lasciare la Cina dopo l'avvento del comunismo nel paese.
Poco dopo il suo ritorno negli Stati Uniti, monsignor Walsh si recò a Roma dove venne ricevuto in udienza da papa Paolo VI. Il pontefice gli disse: "Sei stato testimone, autentico e semplice, nella gioia e nel dolore, poi nella sofferenza e nell'umiliazione e infine nella separazione dalle persone che hai tanto amato. Per tutto questo, ti ringraziamo per conto di tutta la Chiesa di Cristo".
Scrittore prolifico, monsignor Walsh è autore di sei libri, tra cui il popolare "Man on Joss Stick Alley", e di una serie di articoli sulla vita e sul lavoro missionario. La sua commovente storia di "Shine On Farmer Boy" apparve nel numero di luglio del Maryknoll's Magazine. Forse, più di ogni altro scritto, quest'ultimo non riassume solo la vita di monsignor Walsh, il cui motto in Cina fu "Lasciate che i piccoli vengano a me", ma esprime al meglio la sua profonda e duratura vocazione: "Io ti scelgo, cantavo nel mio cuore mentre guardavo il mio goffo contadino, immagine perfetta dell'anima sottomessa, trascurata e oberata di lavoro, dimenticata e disprezzata. Per me simbolo dei mille milioni che come te che hanno desiderato il Figlio di Dio dal cielo per benedire le tue affaticate ansie. Io ti scelgo e mi dedico a te e non chiedo altro privilegio che di dedicare le energie della mia anima a te come te. Brilla, ragazzo contadino!"
Soprattutto, monsignor Walsh fu un missionario dedicato, con una fede profonda, pieno di umorismo e indipendente dai modi. Trascorse dodici anni in una prigione cinese e tuttavia non pronunciò una parola scortese sui suoi rapitori. "Il sogno più alto che possa suscitare il cuore dell'uomo è di sperperarlo nella Carità di Cristo per le anime dei fratelli uomini", diceva.
Monsignor Walsh prese residenza nel seminario principale del suo ordine a Ossining. Le sue giornate erano tranquille e ordinate, si dedicava alla preghiera e alle messe, ma anche alla lettura e alle passeggiate.
Morì a Ossining il 29 luglio 1981 all'età di 90 anni per insufficienza cardiaca arteriosclerotica. Gli era accanto padre Tom Kirchmyer. Non si era completamente ripreso da un intervento chirurgico alla prostata avvenuto nel giugno del 1981 e le sue condizioni di salute erano peggiorate negli ultimi dieci giorni. Le esequie si tennero il 3 agosto nella cattedrale di San Patrizio a New York e furono presiedute dal cardinale Terence James Cooke. L'omelia venne pronunciata da monsignor William McCormack, direttore nazionale della Società della propagazione della fede. Il giorno successivo ebbe luogo una seconda cerimonia funebre nella cappella del seminario di Ossining che venne presieduta dal cardinale Terence James Cooke. L'omelia venne pronunciata da padre Justin Joyce. È sepolto nel cimitero di Maryknoll a Ossining.
Gli sono intitolate la Bishop Walsh School di Cumberland e la Bishop Walsh Primary School di Hong Kong. La seconda è una scuola elementare co-educativa, fondata nel 1963. Questa scuola è oggi gestita dalla diocesi di Hong Kong.

## Genealogia episcopale e successione apostolica
La genealogia episcopale è:
- Cardinale Scipione Rebiba
- Cardinale Giulio Antonio Santori
- Cardinale Girolamo Bernerio, O.P.
- Arcivescovo Galeazzo Sanvitale
- Cardinale Ludovico Ludovisi
- Cardinale Luigi Caetani
- Cardinale Ulderico Carpegna
- Cardinale Paluzzo Paluzzi Altieri degli Albertoni
- Papa Benedetto XIII
- Papa Benedetto XIV
- Papa Clemente XIII
- Cardinale Giovanni Francesco Albani
- Papa Pio VI
- Arcivescovo Carlo Bellisomi
- Vescovo Marcelino José Da Silva
- Vescovo Roque José Carpegna Díaz, O.P.
- Vescovo François-Alexis Rameaux, C.M.
- Vescovo Bernard-Vincent Laribe, C.M.
- Vescovo Jean-Henri Baldus, C.M.
- Vescovo Louis-Gabriel Delaplace, C.M.
- Vescovo François-Ferdinand Tagliabue, C.M.
- Vescovo Jean-Baptiste-Hippolyte Sarthou, C.M.
- Vescovo Jules Bruguière, C.M.
- Vescovo Pierre-Marie-Alphonse Favier, C.M.
- Vescovo Stanislas-François Jarlin, C.M.
- Vescovo Giovanni Menicatti, P.I.M.E.
- Vescovo Domenico Pozzoni, P.I.M.E.
- Arcivescovo Antoine-Pierre-Jean Fourquet, M.E.P.
- Vescovo James Edward Walsh, M.M.

La successione apostolica è:
- Vescovo Raymond Aloysius Lane, M.M. (1940)
- Vescovo Matteo Aloisio Niedhammer y Yaeckle, O.F.M.Cap. (1943)